# Aventus
Aventus (officieel: Stichting Regionaal Opleidingen Centrum Aventus) is een regionaal opleidingencentrum in de regio Stedendriehoek (Apeldoorn, Deventer en Zutphen). Naast mbo-onderwijs biedt Aventus vavo (mavo, havo en vwo voor volwassenen) aan en volwasseneneducatie. De school telt zo'n 11.000 studenten en cursisten en heeft circa 1.100 medewerkers in dienst. De instelling heeft vijf hoofdlocaties in Apeldoorn, Deventer, Zutphen en verschillende buitenlocaties verspreid over het land.
Er worden ruim 220 opleidingen aangeboden. De studies betreffen de sectoren:
- Economie, Handel & Creatieve Industrie
- Techniek & Mobiel
- Zorg & Welzijn
- MBO Basis

## Geschiedenis
Aventus is voortgekomen uit onder meer het Pascal College te Apeldoorn.

### Naamswijziging
Omstreeks 2013 heeft Aventus haar naam gewijzigd; voorheen heette de instelling ROC Aventus. De naamsverandering was onderdeel van nieuw strategisch beleid.